# キダイ
キダイ （黄鯛、英: Yellowback seabream、Dentex hypselosomus）は、スズキ目スズキ亜目タイ科に属する魚類。食用に漁獲される。
生鮮魚介類として流通する場合などにはレンコダイ（連子鯛）の名称も用いられ、また、単にレンコとも称される。釣り人や漁業関係者にはレンコダイの方が通用しやすい。このほか地方名としてハナオレダイ（九州西部・東京）、コダイ（高知・九州南部）、メンコダイ（愛媛）、バジロ（中国地方）、ベンコダイ、アカメ、ハジロ、バンジロ、メッキなどもある。

## 形態
体は側扁した楕円形で、体色が赤っぽい典型的な鯛の仲間である。全長40cmに達するが、20-30cm程度が多く、マダイやチダイより小さい。体には青い小斑点がなく、全体的な体色は朱色を帯びる。目から鼻孔・上顎にかけてが黄色で、背鰭に沿って3対の淡い黄色斑もある。「黄鯛」の名称はここに由来する。また、マダイやチダイに比べて鼻孔周辺がへこみ、口が前方に突き出る。
キダイ及びその近縁種の歯は全て円錐状に尖り、臼歯がない点で他のタイ科魚類と区別できる。タイ科の分類上ではキダイ亜科 Denticinae という分類群が設定されている。

## 生態
本州中部以南からオーストラリアまでの西太平洋に分布するが、南西諸島沿岸には分布しない。主に沖合いから大陸棚周辺の、水深50-200mの海底付近に生息する。マダイなどと違って海岸付近には生息せず、瀬戸内海のような内海には見られない。
群れを好み、海底付近を泳ぐ。食性は肉食性で、小魚、甲殻類、頭足類などを捕食する。産卵期は初夏と秋で、分離浮性卵を産卵する。なお、一部のメスは雌性先熟の性転換を行うことが知られ、5歳を超えた大型個体ではオスが多くなる。

## 利用
群れを作るために底引き網や延縄で漁獲され易い。別名「レンコダイ」は延縄で次々と連なって漁獲される様に因んでいる。
特に日本海西部や東シナ海の沖合漁業では重要種の一つに挙げられていて、資源量も比較的安定している。釣りで漁獲されることもあるが狙って釣る人は少なく、マダイ、アマダイ、イトヨリダイ、ヒラメなど沖合いの底ものの外道として揚がる。
マダイより安価に流通するが身が柔らかく癖のない美味である。また、沖合いの底引き網で揚がるものは消費者の手に渡るまで時間がかかるため、鮮度的な理由から刺身よりも塩焼きなどにされることが多い。結婚式などで供される小振りの塩焼きのタイは、ほとんどキダイが用いられる。他にも吸い物、煮付け、唐揚げ、南蛮漬けなど、様々な料理に用いられる。
食料として見た場合、キダイの体内に含まれる微量の水銀に注意する必要がある。
厚生労働省は、キダイを妊婦が摂食量を注意すべき魚介類の一つとして挙げており、2005年11月2日の発表では、1回に食べる量を約80gとした場合、キダイの摂食は週に2回まで（１週間当たり160g程度）を目安としている。

## 近縁種
キビレアカレンコ（黄鰭赤連子） Dentex abei Iwatsuki, Akazaki & Taniguchi, 2007
和名通り背鰭や胸鰭が黄色を帯びる。奄美群島以南の琉球列島沿岸に分布し、キダイとは明らかに分布域が異なる。島嶼沿岸の水深50-100mほどの斜面に生息する。沖縄本島ではフカヤーマジクと呼ばれる。